# WILD II
WILD II（ワイルド・ツー）は、プロレスリング・ノアの興行において活動したタッグチーム。
当時の大型ヘビー級の若手選手2人で結成されて荒削りであるが勢いと若さやパワーにあふれたチームとして人気を集めて急成長株として注目されていた。

## 経歴

### 2001年
2001年4月12日、秋山準率いるスターネスの一員だった森嶋猛と、小橋建太率いるバーニングの一員であるが小橋欠場のため三沢光晴率いるWAVEと共闘していた力皇猛、フリーランスとしてノアへ参戦を続けていた齋藤彰俊の3選手がリングに上がり、ノアにおいて下克上を目指し共闘していくことを宣言した。しかし、その直後に齋藤が森嶋・力皇を裏切り、秋山と結託。スターネス入りを宣言した。以後、森嶋と力皇の2人で活動していくこととなる。
当時、森嶋と力皇は大型のヘビー級選手として将来を嘱望され、互いにライバル関係であり、共闘することはなかった。しかし、まずは上位世代を超えないと自分たちの時代は来ないとの共通認識から共闘に至った。結成当初は、下克上タッグ（下克上コンビ）や、両者が同じ名前であることからダブル猛などと称されていた。後、野性的な選手2人のチームということで、WILD IIと名乗るようになった。
10月に行われた初代GHCタッグ王者決定トーナメントにエントリー。同月6日ディファ有明大会で行われた同トーナメント1回戦で、マイケル・モデスト&ドノバン・モーガンのエクセレンス・インコーポレーテッドと対戦。モデストに得意のダブル・インパクトを交わされ、そのまま力皇が高角度前方回転エビ固めで丸め込まれ、11分27秒で敗れる。1回戦でまさかの敗退となった。

### 2002年
2002年2月17日日本武道館大会で、第3代GHCタッグ王者である大森隆男&高山善廣のNO FEARに挑戦する。16分01秒、力皇が大森を高角度のパワーボムからのエビ固めで下し、下馬評を覆して見事第4代GHCタッグ王者となった。
その後、ベイダー&スコーピオ組、秋山準&齋藤彰俊組（スターネス）、中西学&吉江豊組（新日本プロレス）、三沢光晴&佐野巧真組（WAVE）をそれぞれ下し4回の防衛に成功するも、2002年9月23日の日本武道館大会における秋山&齋藤組との再戦で、齋藤のスイクル・デスに力皇が倒れ、22分47秒で敗北、王座陥落する。
また、7月26日代々木第二体育館大会では力皇が第3代GHCヘビー級王者の小川良成に挑戦し、17分54秒、岩石落とし固めで敗れている。

### 2003年
2003年1月、WAVEを離脱した丸藤正道が、リング上で下克上を宣言、共闘者を募った。そこへ、力皇猛が目的が同じことを理由に共闘に応じ、丸藤と握手した。しかし、このとき力皇の横にいた森嶋猛は共闘を拒否。森嶋と丸藤は同期であり、森嶋は丸藤をライバル視しており、デビュー時から脚光を浴びていた丸藤にジェラシーを感じていたためであった。しかし後日、森嶋も下克上を優先するため、丸藤との共闘に応じた。
同年4月5日石川県産業展示館で、GHCタッグ王者の齋藤&秋山（スターネス）に、森嶋と丸藤のコンビで挑戦。25分38秒、齋藤のデス・ブランドに丸藤が沈み、敗北した。
7月の初代GHCジュニアヘビー級タッグ王者決定トーナメントに丸藤がKENTAとタッグを組んで出場。同月16日の決勝で獣神サンダー・ライガー&村浜武洋の新日本プロレス・大阪プロレス越境タッグと対戦。24分27秒、丸藤が村浜をシューティング・スター・プレスで破り、見事に初代王者に輝いた。
9月12日日本武道館大会で、WLW世界ヘビー級王者ロン・ハリスに森嶋が挑戦、苦戦の末、14分29秒、バックドロップで辛勝、王者に輝き、WILD II初のシングルタイトルをもたらした。その後2度（モハメド・ヨネ、泉田純至）の防衛に成功するも、翌年6月1日月寒グリーンドーム大会で、12分38秒、池田大輔にバズソー・キックで敗れて、王座陥落する。

### 2004年
2004年3月6日の日本武道館大会で、力皇が第6代GHCヘビー級王者の小橋建太に挑戦、25分28秒で剛腕ラリアットに沈んだ。
7月10日東京ドーム大会で、森嶋と力皇が久々のタッグ王座挑戦。新日本プロレスIWGPタッグ王者の高山善廣&鈴木みのる組に挑戦したが、12分55秒、森嶋が高山のジャーマン・スープレックスに沈み、敗北。
この大会の後、森嶋が膝の故障のために長期欠場となる。
同年10月16日徳島市立体育館大会においては、丸藤が初代グローバル・ハードコア・クラウン無差別級王者の秋山に挑戦。10分41秒、リングアウトで勝利し、第2代王者になる。
11月27日から28日の2日間札幌メディアパーク・スピカにて行われた、ヘビー級選手とジュニアヘビー級選手の混成タッグによる2デイズ・タッグ・チーム・トーナメントに、力皇と丸藤が組んで出場。1回戦で三沢光晴&鈴木鼓太郎組、準決勝で秋山準&金丸義信組（スターネス）、決勝で小橋建太&KENTA組（バーニング）をやぶり、見事に優勝した。

### 2005年
2005年1月8日には、森嶋が復帰。丸藤と組んで、秋山準&橋誠組にバックドロップで勝利している。
しかし、これ以降、WILD IIとしての活動が減少。森嶋は天龍源一郎やモハメド・ヨネ等と組むようになり、丸藤はGHCジュニアタッグ王座から陥落すると、鈴木みのると組むようになる（両チームとも、のちにGHCタッグ王者となる）。力皇は特定のパートナーはいないが、シングル戦線で活躍。3月5日日本武道館大会で、GHCヘビー級王者として長期政権を築いていた小橋建太に2度目の挑戦をし、27分11秒で無双で撃破し、第7代GHCヘビー級王者となる（同年11月に陥落するまで3度の防衛に成功）。その後、力皇は秋山準とタッグを結成し、タッグ王者となっている。
2005年以降、森嶋と力皇（あるいは丸藤）が組むことが幾度かあったが、WILD IIを名乗っていないことから、解散宣言は出されていないものの事実上は2004年末もしくは2005年初頭頃で活動は休止している状態である。

## メンバー
- 森嶋猛
- 力皇猛

## 共闘メンバー
- 丸藤正道（2003年共闘）

## 元メンバー
- 齋藤彰俊（2001年4月結成直後に離脱）

## 連携技
ダブル・インパクト
力皇が肩車で相手を担ぎ上げ、森嶋が、コーナー上から飛んで相手の喉元へラリアットを敢行する。
ダブル・タックル
森嶋と力皇が二人並んで走り込んで、同時に相手にショルダー・タックルを敢行する。
森不知火
森嶋と丸藤の連携技で、森嶋がしゃがみ込んで両掌を重ねて前へ差し出し（バレーボールのトスのような姿勢）、その掌を踏み台にして丸藤が不知火を敢行する。丸藤が踏み込むとき、森嶋は両腕を上方へ振り上げ、丸藤がより高く飛べるようにしている。

## タイトル歴
GHCタッグ王座
森嶋猛&力皇猛 - 第4代（2002年2月17日〜2002年9月23日）防衛4度
GHCジュニアヘビー級タッグ王座
丸藤正道 - 初代（2003年7月16日〜2005年6月5日）防衛9度、パートナーはKENTA
WLW世界ヘビー級王座
森嶋猛 - 第4代（2003年9月12日〜2004年6月1日）防衛2度
GHCヘビー級王座
力皇猛 - 第7代（2005年3月5日～11月5日）防衛3度
GHC無差別級王座
丸藤正道 - 第2代（2004年10月16日〜2005年3月5日）防衛2度
2デイズ・タッグ・チーム・トーナメント
丸藤正道&力皇猛 -（2004年）優勝
最優秀タッグチーム賞
丸藤正道&KENTA -（2003年）受賞

## 入場曲
- DESTINED FOR GLORY / HAMMERFALL
- INCARNATION